# Charles Joseph Fossez
Le fakir Birman
Charles Joseph Fossez, alias le « fakir Birman », né le 10 mai 1901 à Saint-Étienne (Loire) est un astrologue, voyant ou devin très controversé et condamné par la justice pour abus de confiance, mais extrêmement populaire en France durant les années 1930. Il mit fin à ses jours le 12 décembre 1952, dans le 9e arrondissement de Paris.

## Biographie

### Un astrologue populaire
Charles Joseph Fossez est né au domicile de ses parents au tout début du XXe siècle. Son père, prénommé Louis, exerçait la profession de chirurgien dentiste dans la ville de Saint-Étienne (département de la Loire). Alors qu'il est âgé d'une trentaine d'années, Fossez quitte son emploi de vendeur aux Galeries Lafayette de sa ville natale pour se rendre à Paris; il décide de s'installer dans le quartier Saint-Lazare, situé au cœur de la métropole.

Au début de l'année 1932, un texte de trois lignes, publié dans la rubrique des petites annonces de sciences occultes du journal L'Intransigeant, est libellée ainsi : 
« Dans l’ennui, venez à lui: FAKIR BIRMAN. »
 avec l'indication des horaires de consultation (de 2 à 7 heures) et l'adresse (14, rue de Berne). Ce texte marque le début de la carrière et de l’« activité considérable » du fakir qui durèrent sept ans - jusqu’au déclenchement de la Seconde Guerre mondiale. Pas plus fakir que birman, Charles Joseph Flossez parvint à attirer une importante clientèle. Un premier procès, lié à une affaire de femme trompée par un mari volage et venue lui demander conseil, le rend célèbre.
Ayant compris que le seul moyen d'attirer les foules était de soigner sa présentation, il décide de se coiffer d’un turban blanc et de porter une barbe soigneusement taillée en gardant une allure aussi intimidante que photogénique. En 1939, il est contraint par les autorités de mettre fin à ses activités de voyance. Malgré ses nombreuses relations féminines, il finit par se marier en 1944 avec une femme d'origine indochinoise. Déprimé, il finira par se suicider dans son appartement de la rue Ballu à Paris, le 12 décembre 1952 - après la publication, six ans auparavant, d'un livre de souvenirs.
Interviewé en 1949, Charles Joseph Fossez rappelle ses heures de gloire comme fakir en revendiquant plus de 500 000 fiches de clients et 75 dactylos à son service. Il se vante même d'avoir reçu en « consultation », Marguerite Lebrun, épouse du président de la République, qui lui aurait demandé si elle pouvait se rendre sans danger dans un institut d'amaigrissement.
Une voiture postale était nécessaire pour amener à son domicile un courrier venu de partout. Il dut faire procéder à plusieurs agrandissements de ses locaux en raison de son succès. Son bureau de consultation était luxueusement aménagé afin d'impressionner ses clients. Il aurait amassé une somme de 50 millions de francs à l'époque.

### Un escroc rattrapé par la justice

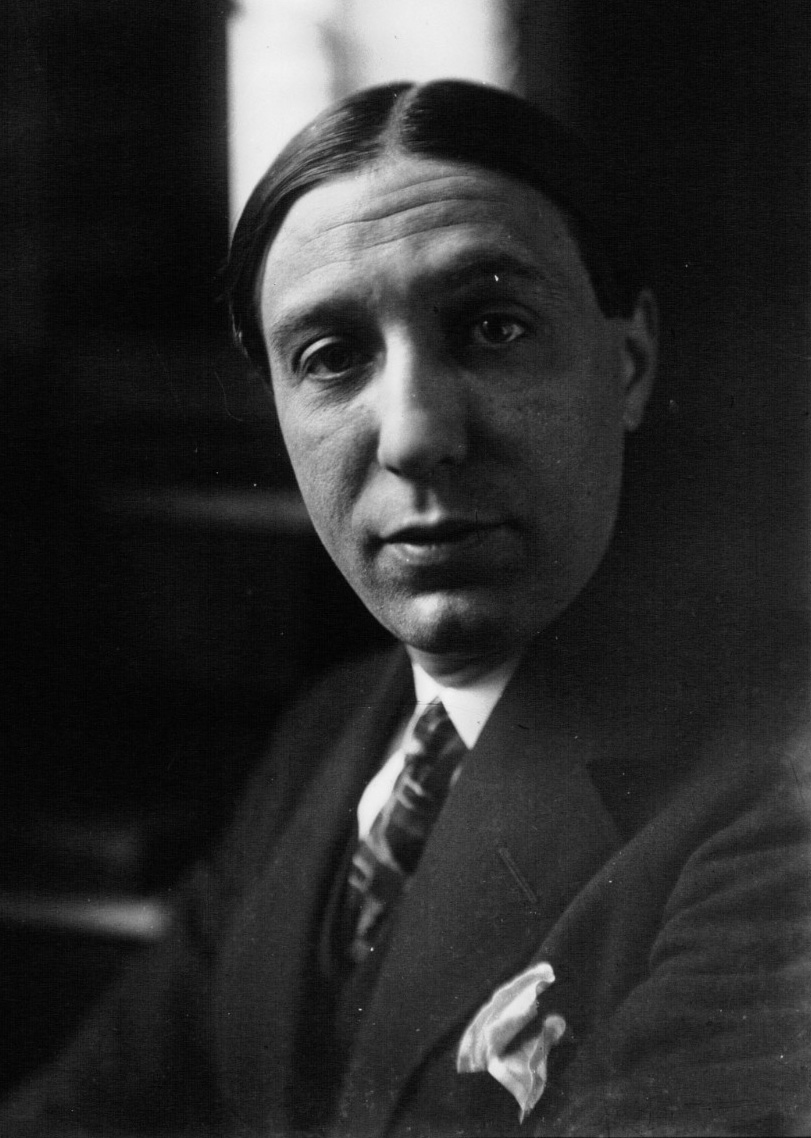
Maurice Garçon l'avocat du fakir Birman lors du procès de 1941.

En juin, 1938, Le « fakir Birman », alias « Sarum Katelik Maksoudian », (en fait Charles Joseph Fossez) se retrouve en accusé avec des complices - dont le « mage noir Samba » dit « Ybou Marie » (de son vrai nom Abdoulaye Touré) et le « professeur Olaf » dit « Georges Lazujan » (de son vrai nom Helmut Schelssinger), devant la 13e Chambre correctionnelle du Tribunal de première instance de la Seine (Paris) dans ce que la presse dénommé le « procès de fakirs ». Toutes ces personnes sont notamment accusées d'escroquerie et d'abus de confiance sous la forme d'une organisation comprenant plus d'une trentaine de personnes. Le substitut du procureur Lebesque reprochant à ce voyant d'avoir mentionné dans sa publicité pouvoir indiquer à ses clients les numéros gagnants de la loterie nationale avant les tirages. Le trafic se basait également sur l'établissement d'horoscopes gratuits mais en fait partiels, puis payants selon des prix progressifs si le client attiré demandait à en savoir plus sur son avenir.
Le 16 juin de cette même année, le délit d'abus de confiance ayant été retenu, le fakir Birman est condamné à 3 000 francs d'amende et l'ensemble de ses complices astrologues à diverses sommes d'amende fixées entre 500 et 3 000 francs,.
Le 9 avril 1941, Charles Joseph Fossez se retrouve de nouveau devant le Tribunal de Paris. La 16e chambre correctionnelle le condamne à 4 000 francs d'amende pour « avoir fait commerce d'illusions ». Celui-ci, par la voix de son avocat Maurice Garçon, avait pourtant déclaré avoir abandonné sa profession de fakir pour se lancer dans la vente de lingerie féminine; mais le tribunal, le soupçonnant également de pratique le marché noir, n'a pas hésité à prononcer cette sentence.

## Évocations
Dans le film, d'Henri Decoin sorti en 1955, Razzia sur la chnouf, le personnage de Roger le Catalan, joué par Lino Ventura, annonce devant ses complices qu'il ignore comment ceux-ci ont pu être dénoncés - par la simple réplique « Je ne suis pas le fakir Birman, moi ».
Dans son livre "Pourquoi je fuis les cartomanciennes ?", le prêtre et romancier Roger Guichardan (paru aux éditions Bonne Presse en 1946) dénonce les voyants et autres devins et évoque le fakir Birman au travers du fameux procès des fakirs.
Selon l'ouvrage "Le métro virtuel" de Thierry Van de Leur, Charles Joseph Fossez au travers de son numéro de fakir (il aimait bien participer à des exhibitions afin de soigner sa publicité) a pu inspirer à Pierre Dac la création de son fameux sketch du fakir, plus connu sous le titre Le Sâr Rabindranath Duval.
Bertrand Tillier lui a consacré une monographie documentée sous le titre : "Ni Fakir ni Birman, S'inventer une célébrité dans les années 1930" (Cherbourg, Le Point du jour, coll. "Situations des images", 2022).
Dans le film Coup de torchon de Bertrand Tavernier, le personnage de Rose, jouée par Isabelle Huppert, trouve sur un journal et lit à voix haute l'horoscope du Fakir Birman.

#### Ouvrage de Charles Joseph Fossez
- Almanach du Fakir Birman (1937), (ASIN B005KQ35BU)
- Mes souvenirs et mes secrets (1946), éditions Armand Fleury (ASIN B003TM6XD4)

#### Autres ouvrages
- Bertrand Tillier, Ni Fakir ni Birman : S’inventer une célébrité dans les années 1930, éditions Le Point du Jour, 2021  (ISBN 978-2-912132-94-9)
- Olivier Cariguel, L'incroyable imposture du fakir Birman, L'échappée, 2025  (ISBN 978-2-37309-177-9)